# BMW Serie 8 Gran Coupé
La BMW Serie 8 Gran Coupé (sigla di progetto G16) è un'autovettura di grandi dimensioni prodotta dal 2019 dalla casa automobilistica tedesca BMW.

## Profilo e caratteristiche

### Nascita e debutto

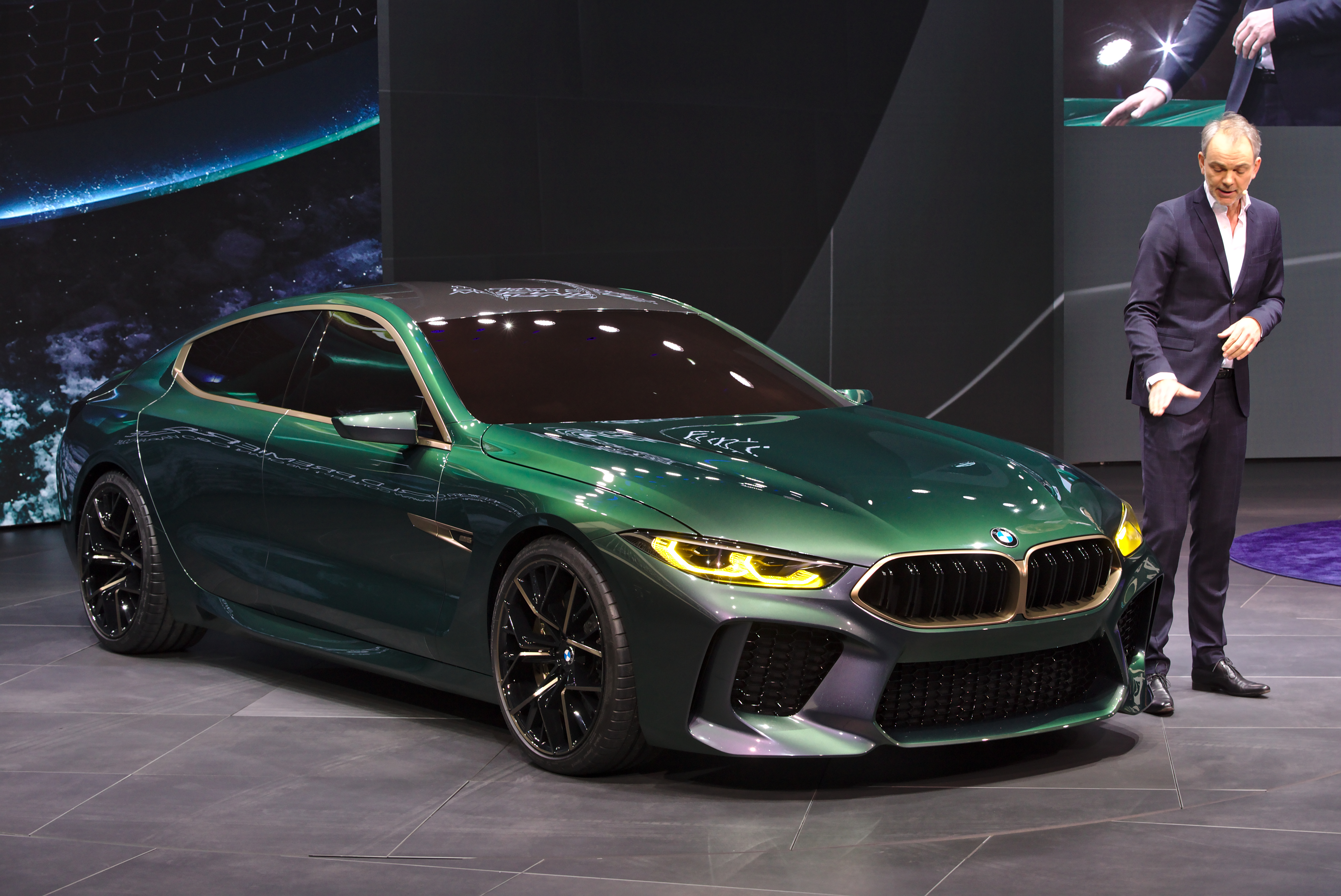
Gran Coupe Concept

La BMW Serie 8 Gran Coupé è stata anticipata dalla concept car BMW Concept M8 Gran coupé, presentata al Salone Internazionale dell'Automobile di Ginevra 2018. La versione di serie ha poi ripreso circa il 90% delle componenti estetiche introdotte sulla concept.
Il debutto ufficiale della vettura è avvenuto il 19 giugno 2019 con la diffusione via web delle prime immagini e dei dettagli tecnici, prima della sua presentazione ufficiale alla stampa occorsa il 25 giugno 2019 ad un evento chiamato "#NextGen" organizzato a Monaco di Baviera dalla stessa BMW. La sua prima esposizione pubblica è avvenuta al Salone di Francoforte ad inizio settembre 2019.
La Serie 8 Gran Coupé si va a inserire nel segmento di mercato riservato alle grosse coupé a quattro porte ad alte prestazioni come la Audi A7, Mercedes-AMG GT 4 porte o la Porsche Panamera.
Offre quattro porte e una migliore abitabilità posteriore rispetto alla coupé, grazie ad un passo più generoso e ai suoi 5 posti. Derivata meccanicamente dalla famiglia Serie 8 da cui riprende l'estetica e alcune motorizzazioni, la vettura in realtà è realizzata sulla base della Serie 7 G11 con pianale a interasse accorciato. Pertanto rispetto alla Serie 8 Coupé, la Serie 8 Gran Coupé risulta essere più lunga (+ 23,1 cm), più larga (+ 3 cm) e più alta (+ 6,1 cm) rispetto alla Serie 8 Coupé. Anche il passo è più lungo misurando 3,02 m, che vale a dire 20,1 cm in più.
Sul fronte tecnico e meccanico, la Gran Coupé si differenzia dalle altre serie 8 offrendo solo la trazione integrale come standard (sebbene in altri mercati sia disponibile la 840i a trazione posteriore), il cambio automatico ZF Steptronic a otto velocità e le quattro ruote sterzanti per tutte le sue versioni.
Al momento del lancio, la Gran Coupé ha debuttato con due motori a benzina e un motore diesel.

### Design ed abitacolo
Anche la Gran Coupé deve le sue linee come le altre BMW contemporanee all'équipe diretta da Adrian van Hooydonk.

### Struttura, meccanica e motori
Come già accennato, la Serie 8 Gran Coupé condivide la piattaforma CLAR con gli altri modelli alto di gamma della BMW come le Serie 6 GT e serie 5 G30.
La geometria delle sospensioni riprende quella delle versioni coupé e cabriolet, con un avantreno a quadrilatero alto ed un retrotreno multilink Integral V a 5 leve e mezzo, entrambi realizzati facendo largo uso di lega di alluminio. Gli ammortizzatori idraulici telescopici possono essere integrati a richiesta con il cosiddetto Dynamic Damper Control, che affida la gestione degli stessi alla centralina elettronica.
L'impianto frenante è a quattro dischi autoventilanti e si avvale degli ormai immancabili dispositivi elettronici di gestione della frenata: ABS, ESP e DTC. È presente inoltre il sistema di recupero dell'energia in frenata. Lo sterzo si avvale di servoassistenza elettromeccanica che prevede tra l'altro il dispositivo Servotronic, il quale varia l'incidenza del servosterzo in funzione della velocità e dell'angolo di sterzata.
La gamma motori si articola con propulsori diesel e benzina a 6 cilindri in linea e V8 tutti biturbo da 2993 a 4395 cm³ con potenze che sono comprese tra 320 e 625 CV (da 235 a 460  kW) e che sviluppano una coppia massima che va da 500 a 800 Nm. Su tutte la velocità è limitata a 250, ma attraverso un pacchetto optional può toccare i 324 km/h. L'accelerazione nello 0 a 100 km/h viene coperta in base alla versione da 3,2 a 5,1 secondi.

## Evoluzione

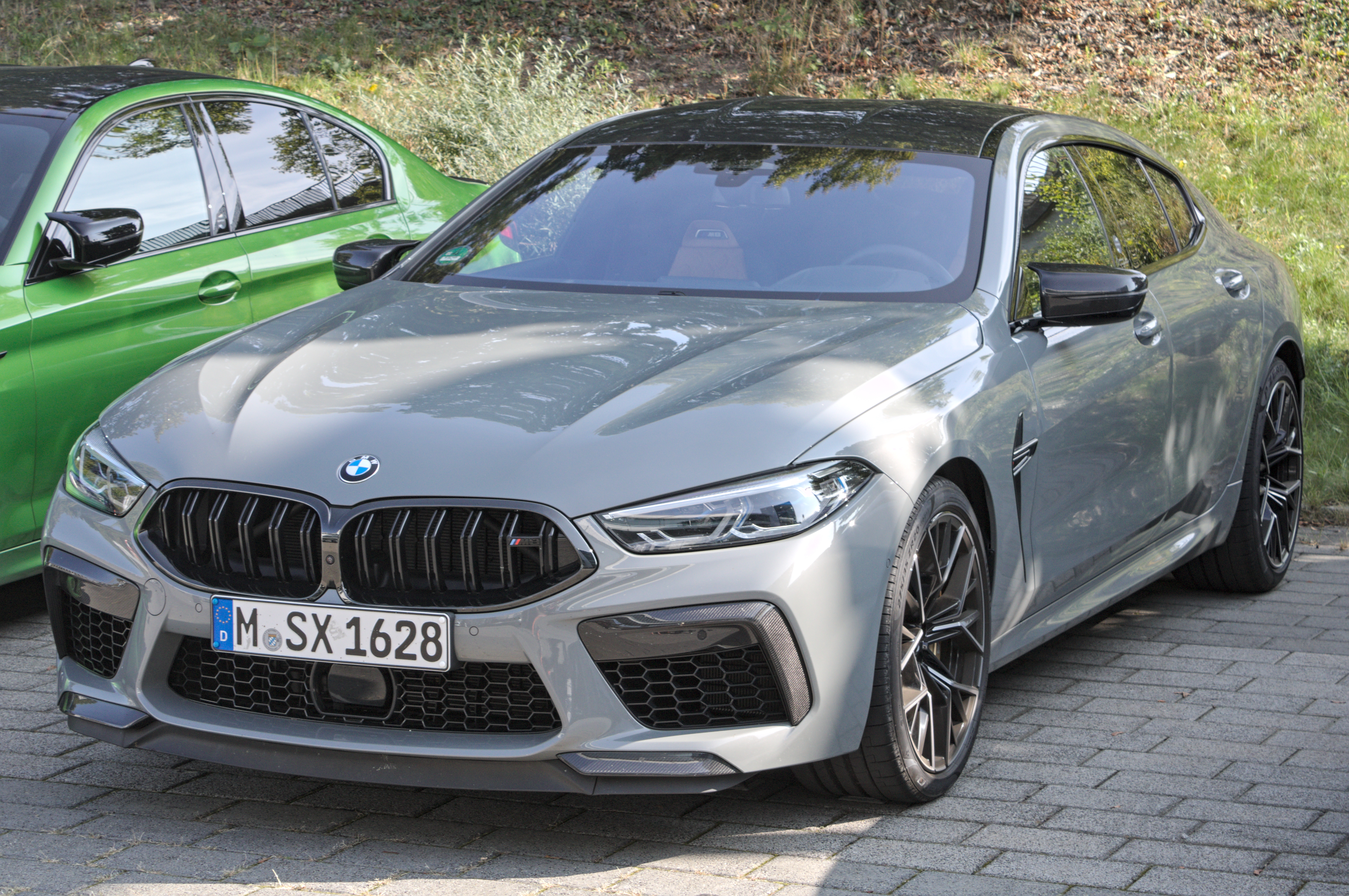
M8 Gran Coupe Competition

Poco tempo dopo il lancio, la gamma si è arricchita con l'arrivo della 840i xDrive Gran Coupé, versione a trazione integrale spinta dal noto 6 cilindri in linea sovralimentato.
In seguito si ha invece l'arrivo di una nuova versione di punta, la M8 Gran Coupé, meccanicamente basata sulle M8 coupé e cabriolet, che ufficialmente debuttato al Salone dell'Auto di Los Angeles 2019. La M8 utilizza il motore V8 biturbo BMW S63 da 4,4 litri con cambio automatico con convertitore di coppia a 8 velocità e sistema di trazione integrale (xDrive) condiviso con la M5 F90. Al lancio, come richiamo alla M8 Gran Coupé Concept del 2018, i primi otto esemplari di serie della M8 Gran Coupé sono stati verniciati negli stessi colori del concept e venduti come M8 Gran Coupé First Edition.

## Tabelle riepilogative

### Motori benzina
| Modello        | Anni  | Motore                      | Potenza                              | Coppia                      | 0–100 km/h  |
| -------------- | ----- | --------------------------- | ------------------------------------ | --------------------------- | ----------- |
| 840i xDrive    | 2019– | 3.0 litri B58 turbo L6      | 250 kW (340 CV) a 5000-6500 giri/min | 500 Nm a 1600-4500 giri/min | 4,9 secondi |
| M850i xDrive   | 2018– | 4.4 litri N63 twin-turbo V8 | 390 kW (530 CV) a 5500–6000 giri/min | 750 Nm a 1800–4600 giri/min | 3,7 secondi |
| M8             | 2019– | 4.4 litri S63 twin-turbo V8 | 441 kW (600 CV) a 6000 giri/min      | 750 Nm a 1800-5700 giri/min | 3,3 secondi |
| M8 Competition | 2019– | 4.4 litri S63 twin-turbo V8 | 460 kW (625 CV) a 6000 giri/min      | 750 Nm a 1800–5860 giri/min | 3,2 secondi |
| Alpina B8      | 2021– | 4.4 litri S63 twin-turbo V8 | 457 kW (621 CV) a 5550-6500 giri/min | 800 Nm a 2000–5000 giri/min | 3,4 secondi |

### Motori diesel

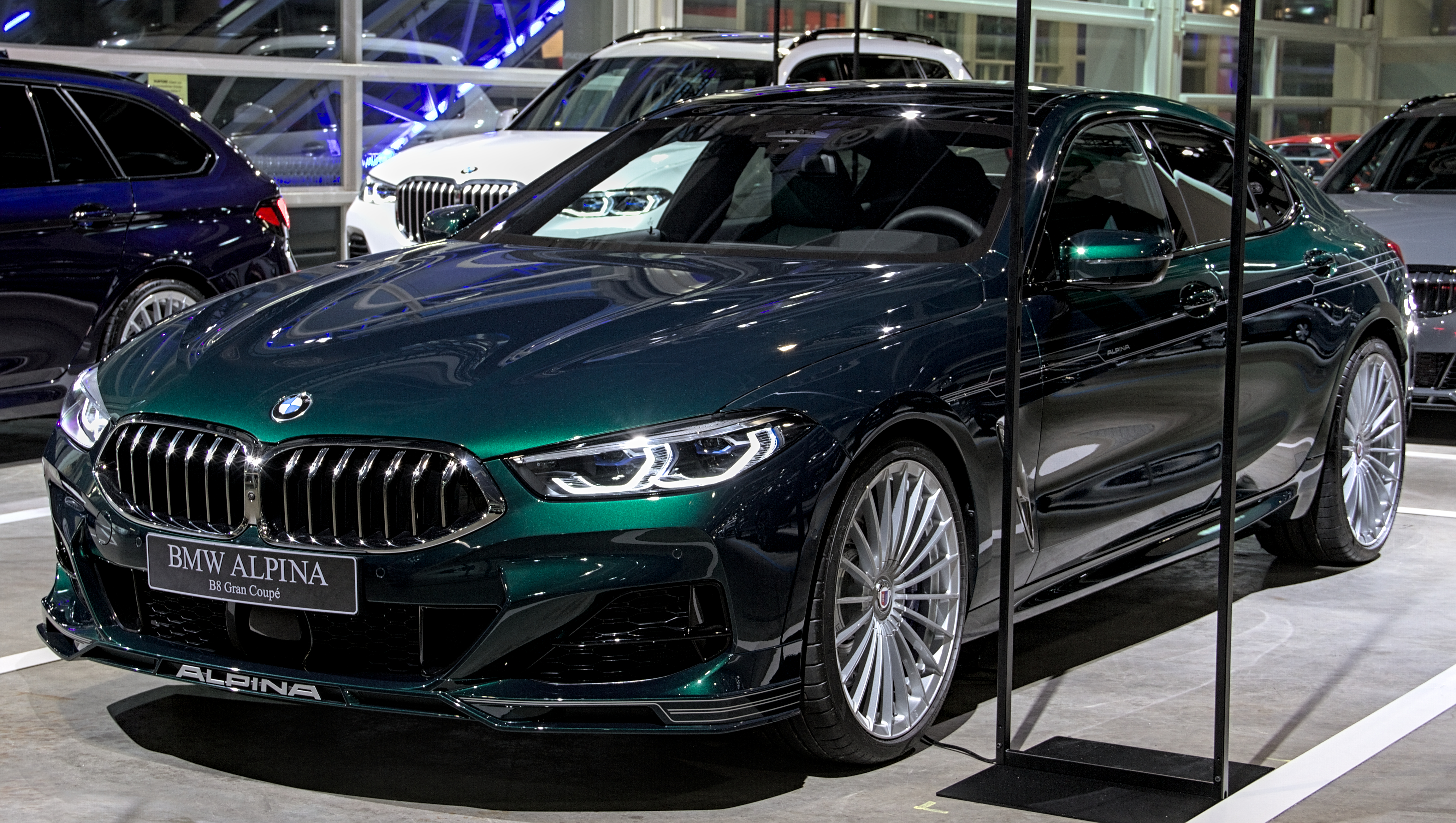
Alpina B8

| Modello     | Anni  | Motore                   | Potenza                         | coppia                      | 0–100 km/h  |
| ----------- | ----- | ------------------------ | ------------------------------- | --------------------------- | ----------- |
| 840d xDrive | 2018– | 3.0 litri B57 biturbo I6 | 235 kW (320 CV) a 4400 giri/min | 680 Nm a 1750-2250 giri/min | 4,9 secondi |

## Alpina B8
Presentata il 24 marzo 2021, l'Alpina B8 Gran Coupé è una versione elaborata ad alte prestazioni costruita e preparata dallo storico elaboratore Alpina e introdotta sul mercato nella primavera dello stesso anno. La vettura ha subito diverse modifiche al motore, al sistema di raffreddamento e alle sospensioni che sono specifiche per questo modello, ai paraurti e allo scarico. Inoltre la vettura monta cerchi da 21 pollici con pneumatici Pirelli studiati appositamente per la B8. A livello estetico sono presenti un diffusore posteriore e lo spoiler sul bordo del bagagliaio. La vettura è disponibile in due colorazioni blu e verde Alpina.